# Sally Scott
Sally Scott (ur. 12 kwietnia 1991) – brytyjska lekkoatletka specjalizująca się w skoku o tyczce.

## Osiągnięcia
| Rok  | Impreza                     | Miejsce  | Lokata      | Wynik | Reprezentacja |
| ---- | --------------------------- | -------- | ----------- | ----- | ------------- |
| 2009 | Mistrzostwa Europy juniorów | Nowy Sad | 10. miejsce | 3,80  | GBR           |
| 2010 | Mistrzostwa świata juniorów | Moncton  | 9. miejsce  | 3,80  | GBR           |
| 2014 | Igrzyska Wspólnoty Narodów  | Glasgow  | 3. miejsce  | 3,80  | ENG           |

## Rekordy życiowe
- skok o tyczce – 4,20 (2010)
- skok o tyczce (hala) – 4,16 (2011)